# Горслей, Виктор
Виктор Горслей (Хорсли) (англ. Horsley Victor Alexander Haden, 14 апреля 1857 — 16 июля 1916) — британский учёный нейрофизиолог, хирург, основоположник мировой нейрохирургии. Известен как человек, совершивший первую операцию по удалению спинальной опухоли, внёсший большой вклад в лечение микседемы и многих нейрохирургических заболеваний. Ярый противник алкоголизма и сторонник эмансипации женщин.

## Биография
Виктор Александр Горслей (14 апреля 1857 — 16 июля 1916) родился в Кенсингтоне в Лондоне в семье известного художника, члена королевской академии — Джона Колкотта Хорсли. Был назван в честь королевы Виктории, которая стала его крёстной матерью.
Обучался в школе Кренбука в Кенте, после окончания которой изучал медицину в университетском колледже в Лондоне. С 1884 по 1890 работал в Брауновском институте, с 1886 года ассоциированный профессор по хирургии в национальном госпитале эпилептиков и паралитиков (сейчас Национальный госпиталь неврологии и нейрохирургии), профессор патологии (1887—1896) и профессор клинической медицины (1899—1902) в университетском колледже в Лондоне.
4 октября 1887 женился на Элдред Брамвелл, дочери Фредерика Брамвелла, от которой имел двоих сыновей и одну дочь (Сьюард, Освальд и Памела).
В 1886 году он был принят в Лондонское королевское общество, в 1894 году Горслей награждён Королевской медалью Лондонского королевского общества, а в 1902 году был возведён в рыцарское звание.
Во время Первой мировой войны был направлен в качестве полковника медицинской службы британской армии в Египет, во время Дарданелльской операции. Затем был командирован в Месопотамию, где скоропостижно скончался в Амаре (современный Ирак) в возрасте 59 лет от лихорадки.

## Научная деятельность
Виктор Горслей впервые удалил спинальную опухоль в 1887 г. Вильям Ослер говорит об этом случае как о «самой блистательной операции во всей истории хирургии». Она была проведена у 42-летнего капитана Джилби, который в течение ряда лет жаловался на боль в спине, слабость и онемение конечностей. Врачи приписывали его страдания межрёберной невралгии, аневризме и неврозу. Когда ноги у капитана Джилби совсем онемели и стали парализованными, благодаря знакомым он был проконсультирован доктором Говерсом, который поставил диагноз опухоли спинного мозга и рекомендовал операцию. Во время операции Горслей вначале опухоли не обнаружил. Однако затем он дополнительно скусил дужку вышерасположенного позвонка и, в конце концов, обнаружил и удалил миндалевидную опухоль на уровне 3 и 4 задних грудных корешков слева. Больной полностью выздоровел и прожил ещё 30 лет.
Разработанный им подход к гассеровому узлу через птериональный доступ он применил при лечении тригеминальной невралгии в 1890 г. Однако в связи с тем, что операция оказалась неудачной (больная умерла через 7 часов после операции) в дальнейшем Горслей её длительно не применял. В 1893 году независимо от Горслея схожую операцию произвёл немецкий хирург Федор Краузе, которая впоследствии (после модификация Хартлея) стала носить название «операции Хартлея-Краузе». Впоследствии приехавший в Великобританию в 1900 г. будущий основатель американской нейрохирургии Гарвей Кушинг так описывает проведение Горслеем операции по удалению гассерова узла:

Горслей поднялся наверх и за 5 минут ввёл больную в эфирный наркоз. Операция продлилась 15 минут — сделав громадную дыру в черепе женщины, приподняв височную долю — кровь везде — затолкав много марли в среднюю черепную ямку он вырезал узел и на этом закончил операцию. На улицу он вышел не более чем через час, как зашёл в дом

.
Он разработал много нововведений в технике нейрохирургических операций, в частности гемостатический костный воск.
В 1908 году предложил совместно с Робертом Кларком аппарат для проведения стереотаксических нейрохирургических вмешательств (т. н. аппарат Горслея-Кларка). Данный аппарат позволил чётко локализовать местоположение глубинных структур головного мозга.
Как нейрофизиолог исследовал функции головного мозга, преимущественно коры больших полушарий на животных и людях. Раздражая различные отделы коры головного мозга и внутренней капсулы, он высказал свои предположения об их функциональном значении. Эти исследования в дальнейшем послужили основой для проведения хирургического лечения эпилепсии. Между 1884 и 1886 гг. впервые в мире, до Краузе, Фёрстера и Пенфилда, провёл интраоперационную электростимуляцию для определения эпилептогенного очага.
В 1886 году произвёл первую успешную экспериментальную гипофизэктомию. Разработал транскраниальный подход для удаления опухолей гипофиза, который по его совету использовал Франк Томас Поль (Frank Thomas Paul). Сам лично произвёл 4 успешные операции по поводу опухолей гипофиза.
Тем не менее, Горслей оставался прежде всего общим хирургом. Например, он проводил аналогию между субдуральным и внутрибрюшинным пространством. В частности, при сифилитическом поражении центральной нервной системы он предлагал орошение субдурального пространства раствором ртути.
Известен также как пионер изучения функции щитовидной железы. В 1884 году показал в эксперименте, что тиреоидэктомия (удаление щитовидной железы) вызывает микседему. Занимаясь лечением микседемы и кретинизма, вызванными недостаточным уровнем тиреоидных гормонов, он впервые предложил с лечебной целью применять экстракт щитовидной железы животных (обезьян).
Основал «Журнал Патологии» (Journal of Pathology).

## Общественная деятельность
Одним из глубоких убеждений Виктора Горслея была непримиримая позиция относительно злоупотребления алкоголем. Наблюдая за множеством поступающих в его больницу пострадавших вследствие алкоголизма, Горслей вступает в общество трезвости. Вскоре он становится вице-президентом национального общества трезвости (National Temperance League) и председателем британского медицинского общества трезвости (British Medical Temperance Association). В 1907 году он даже опубликовывает книгу «Алкоголь и человеческий организм».
К другим сторонам гражданской позиции Виктора Горслея относятся поддержка движения эмансипации женщин, высказывания о необходимости медицинской реформы по оказанию бесплатной медицинской помощи рабочему классу.
В 1886 году был назначен председателем британской государственной комиссии по изучению вакцины против бешенства разработанной Луи Пастером. Оценив результаты её применения развернул широкую кампанию по применению антирабической вакцины в Великобритании.

## Интересный факт
После смерти Горслея поговаривали, что тяжёлое протекание лихорадки, приведшей к смерти, было вызвано неприятием Горслеем алкоголя, который использовался британскими военными в качестве профилактического и лечебного средства от алиментарных инфекций в южных странах.

## Память
В ведущем неврологическом и нейрохирургическом госпитале в Ливерпуле отделение реанимации и интенсивной терапии названо в честь Виктора Горслея.

## Монографии
- Functions of the Marginal Convolutions (Функции краевой извилины) (1884).
- Experiments upon the Functions of the Cerebral Cortex (Исследование функций коры головного мозга) (1888) (в соавторстве).
- Alcohol and the Human Body (Алкоголь и человеческий организм) (1907).